# 金処善
金処善（きん しょぜん、キム・チョソン、朝鮮語:김처선、生年不詳 - 1505年）は李氏朝鮮4代国王世宗から10代国王燕山君まで7人の王に仕えた内侍。
その中でも最も世宗王から医薬の知識があることで、信頼されていた。1460年(世祖6年) 原従功臣( 正功臣以外の小さな功を立てる人に与えた功臣称号.) 3位に追録され, 成宗の時には大妃の病気の治療に貢献したとして正二品である資憲大夫になった。
政治について歴代の王にしばしば意見したため、島流しと復職を繰り返したが、内侍として最高位の尚膳内侍まで上り詰めた。少なくとも5、60年は宮廷に仕えていたらしい。
しかし1505年(燕山君11年)に燕山君の怒りをかい処刑された上、『処』と『善』 二つの字の使用が厳しく禁止されたし、一族の墓は破壊され家は池にされるなど受難にあった。1506年(燕山君12年)9月2日、朴元宗、成希顔、柳順汀、柳子光らが企てた宮廷クーデターにより燕山君が廃位され、燕山君の異母弟の中宗（晋城大君）が即位した直後に名誉を回復し、更に故郷に功績を称える旌門（忠臣などを表彰するためにその村や家の前に建てた赤い門）が建てられた。

## 金処善の時代の映像作品
映画
- 「王の男」

テレビドラマ
- 「王と妃」
- 「王と私」
- 「インス大妃」